# Il coraggio dei bambini
Il coraggio dei bambini è il secondo album in studio del rapper italiano Geolier, pubblicato il 6 gennaio 2023 dalle etichette discografiche Columbia e Sony Music.
Il 7 aprile seguente è stata pubblicata la riedizione dell'album, sottotitolata Atto II e comprensiva di sei tracce bonus, tra cui collaborazioni con Giorgia e Marracash.

## Promozione
Il lavoro è stato anticipato dal singolo Chiagne il 28 ottobre 2022. Il 18 novembre è stato pubblicato come secondo singolo Money. Il 3 marzo successivo è stato estratto come terzo singolo la traccia Come vuoi accompagnata dal video musicale con protagonisti Paola Di Benedetto e Giacomo Giorgio.

## Accoglienza
| Recensione | Giudizio |
| ---------- | -------- |
| Newsic     | 7,15/10  |
| Ondarock   | 6/10     |
| Rockol     | 7/10     |

L'album è stato inserito da Rolling Stone Italia fra i trenta migliori album italiani del 2023, al terzo posto. Al termine dell'anno è inoltre risultato l'album più venduto nel 2023 in Italia.

## Tracce
Testi di Emanuele Palumbo, musiche di Davide Totaro, eccetto dove indicato.
1. Ricchezza – 3:04
2. Poco/Troppo – 3:15
3. X caso (feat. Sfera Ebbasta) – 3:35 (testo: Emanuele Palumbo, Gionata Boschetti – musica: Davide Totaro, Davide Covino, Carlo Pizzocaro, Francesco Ravesi)
4. Me vulev fa ruoss – 2:53 (musica: The Boy)
5. Lonely – 3:28 (musica: Gennaro Petito)
6. Nun se ver (feat. Guè) – 2:38 (testo: Emanuele Palumbo, Cosimo Fini)
7. Monday (feat. Shiva e Michelangelo) – 2:45 (testo: Emanuele Palumbo, Andrea Arrigoni – musica: Michele Zocca)
8. Money – 2:45 (musica: Davide Totaro, Gennaro Petito)
9. Maradona – 2:42
10. I Am – 2:13
11. Napo****no – 2:48
12. Niente di speciale – 2:30
13. Come vuoi – 2:50
14. In trappola (feat. Lele Blade) – 2:17 (testo: Emanuele Palumbo, Alessandro Arena – musica: Davide Totaro, Gennaro Petito)
15. Here I Come – 2:22 (testo: Emanuele Palumbo, Barrington Ainsworth Levy – musica: Barrington Ainsworth Levy, Paul Donald Love, Gennaro Petito)
16. Chiagne (feat. Lazza e Takagi & Ketra) – 2:59 (testo: Emanuele Palumbo, Jacopo Lazzarini, Davide Petrella – musica: Alessandro Merli, Fabio Clemente)
17. Non ci torni più (feat. Paky) – 2:39 (testo: Emanuele Palumbo, Vincenzo Mattera)
18. Give You My Love – 2:40

Tracce bonus nella riedizione Il coraggio dei bambini - Atto II
Testi di Giovanni Amati, Emanuele Palumbo, Gennaro Petito, Vincenzo Raccuglia, Davide Totaro, musiche di Davide Totaro, eccetto dove indicato.
1. 2 secondi – 2:29 (musica: Gennaro Petito, Davide Totaro)
2. Il male che mi fai (feat. Marracash) – 2:47 (testo: Emanuele Palumbo, Gennaro Petito, Fabio Rizzo, Davide Totaro)
3. Soldati – 2:25 (testo: Emanuele Palumbo, Gennaro Petito – musica: Gennaro Petito)
4. L'ultima canzone (feat. Giorgia) – 3:22 (testo: Emanuele Palumbo, Giorgia Todrani, Davide Totaro)
5. So Fly – 2:18 (testo: Emamuele Palumbo, Davide Totaro)
6. Hermes – 2:56 (testo: Gennaro Petito)

Durata totale: 16:17

## Classifiche

### Classifiche settimanali
| Classifica (2023) | Posizione massima |
| ----------------- | ----------------- |
| Italia            | 1                 |
| Svizzera          | 8                 |

### Classifiche di fine anno
| Classifica (2023) | Posizione |
| ----------------- | --------- |
| Italia            | 1         |
| Classifica (2024) | Posizione |
| Italia            | 14        |